# سیتون ویلیج
سیتون ویلیج (به انگلیسی: Seton Village) یک منطقهٔ مسکونی در ایالات متحده آمریکا است که در نیومکزیکو واقع شده‌است.